# Janina (telenovela)
Janina fue una telenovela mexicana producida por Ernesto Alonso para Telesistema Mexicano, hoy Televisa. Protagonizada por María Rivas y Aldo Monti, en el año de 1962.

## Sinopsis
Janina era una mujer atormentada por el amor, la salud, el pecado y la familia. 

## Elenco
- María Rivas - Janina Stromberg
- Aldo Monti - Rodolfo
- Guillermo Murray - Príncipe
- Anita Blanch
- Augusto Benedico
- Guillermo Aguilar
- Andrea Palma
- José Gálvez
- Jacqueline Andere - Gladys
- Chela Nájera
- Zoila Quiñones
- Guillermo Ríos
- Carlos Rotzinger